# Chapelle Saint-Yves de Lignol
La chapelle Saint-Yves est une église catholique située à Lignol, dans le Morbihan, en France.

## Architecture
L'édifice présente un plan en T et résulte de la réunion de deux chapelles rectangulaires qu'une large arcature met en contact : la première date de la fin du XVe siècle et était dédiée à la sainte Trinité ; la seconde, une chapelle seigneuriale des seigneurs du Coscro, y fut accolée au XVIe siècle. L'imposant clocher, très ouvragé, est de style gothique flamboyant. Il s'inspire de celui de Notre-Dame de Kernascléden. La chambre des cloches est surmontée de piliers à têtes de dragon et couronnée par une flèche en granite ornée de crochets. À l'intérieur, la chapelle conserve sablières et entraits sculptés de personnages fabuleux, d'animaux fantastiques. La statuaire date essentiellement du XVIe siècle. Saint Yves et la sainte Trinité y côtoient un saint Méen en pierre, sainte Marguerite, une Vierge à l'Enfant, saint Diboen et un évêque anonyme.

## Historique
L'édifice a connu différents remaniements. L'édifice primitif, dédié à la Sainte-Trinité fut bâti à la fin du XVe siècle. Une chapelle seigneuriale, relevant du seigneur de Coscro, y fut accolée au début du XVIe siècle. Au XIXe siècle, la chapelle fut rallongée et les fenêtres de l'édifice refaites en plein cintre.

## Galerie photo

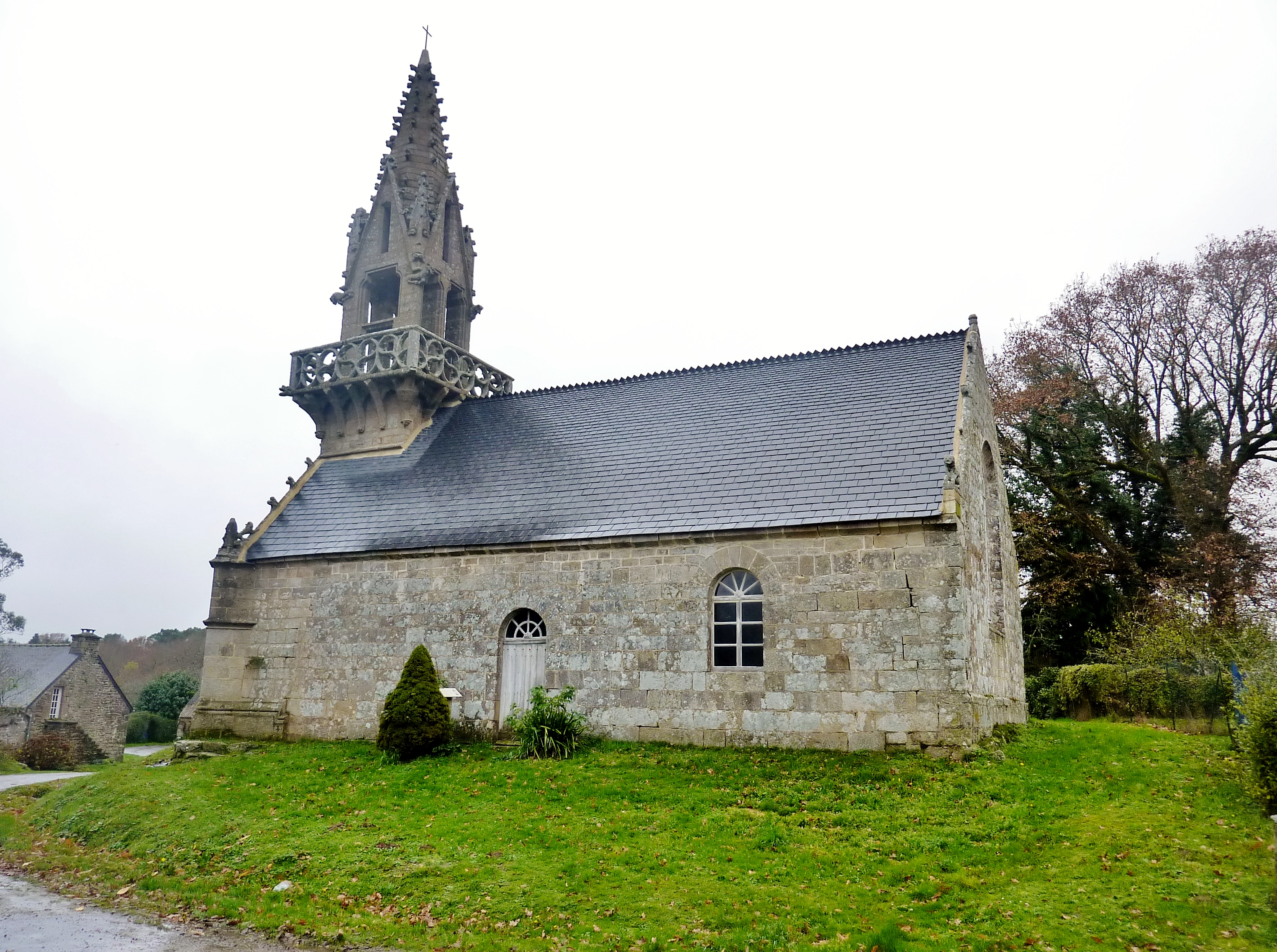
Vue extérieure d'ensemble de la chapelle.
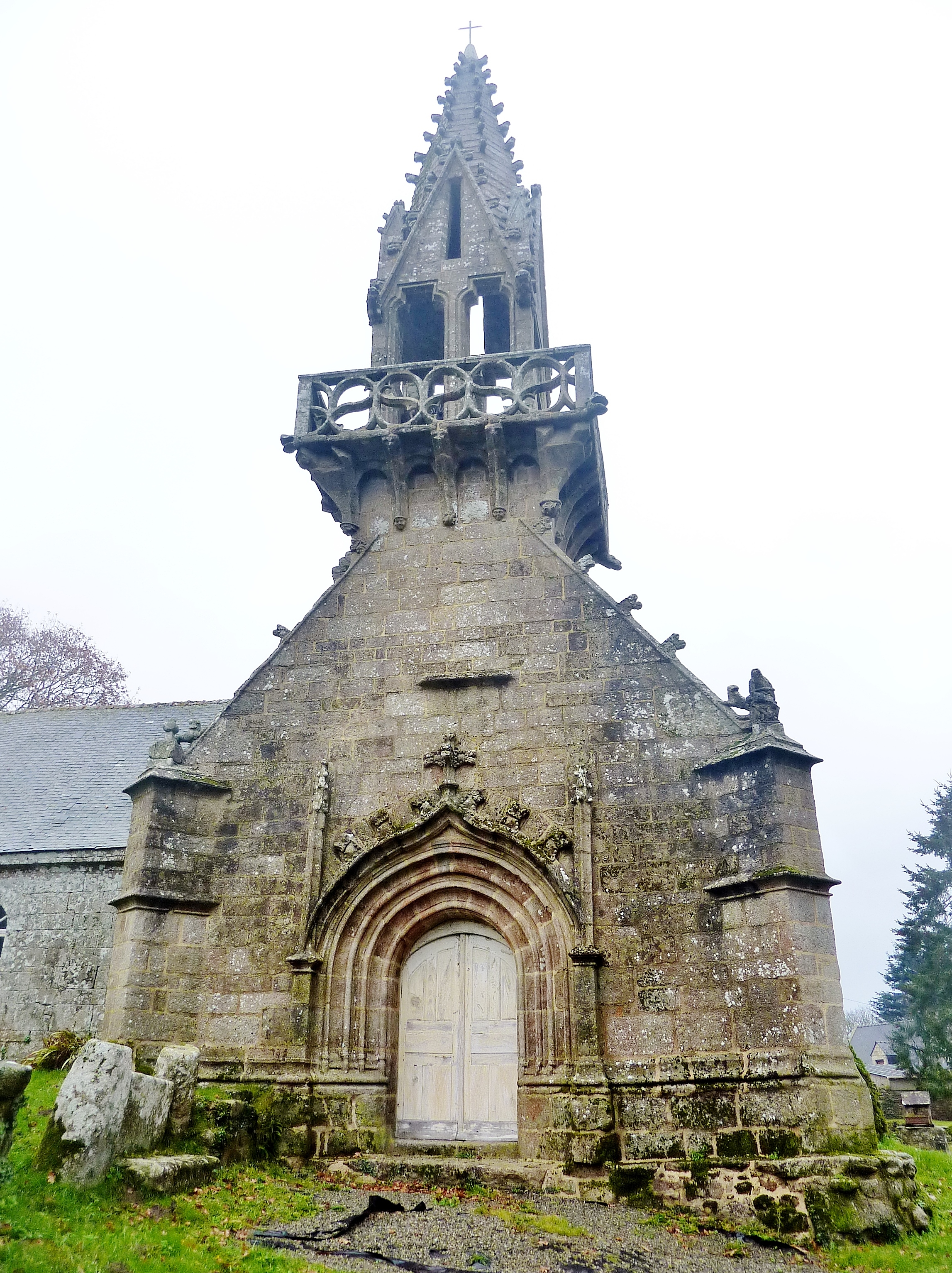
Portail de style flamboyant de la chapelle.
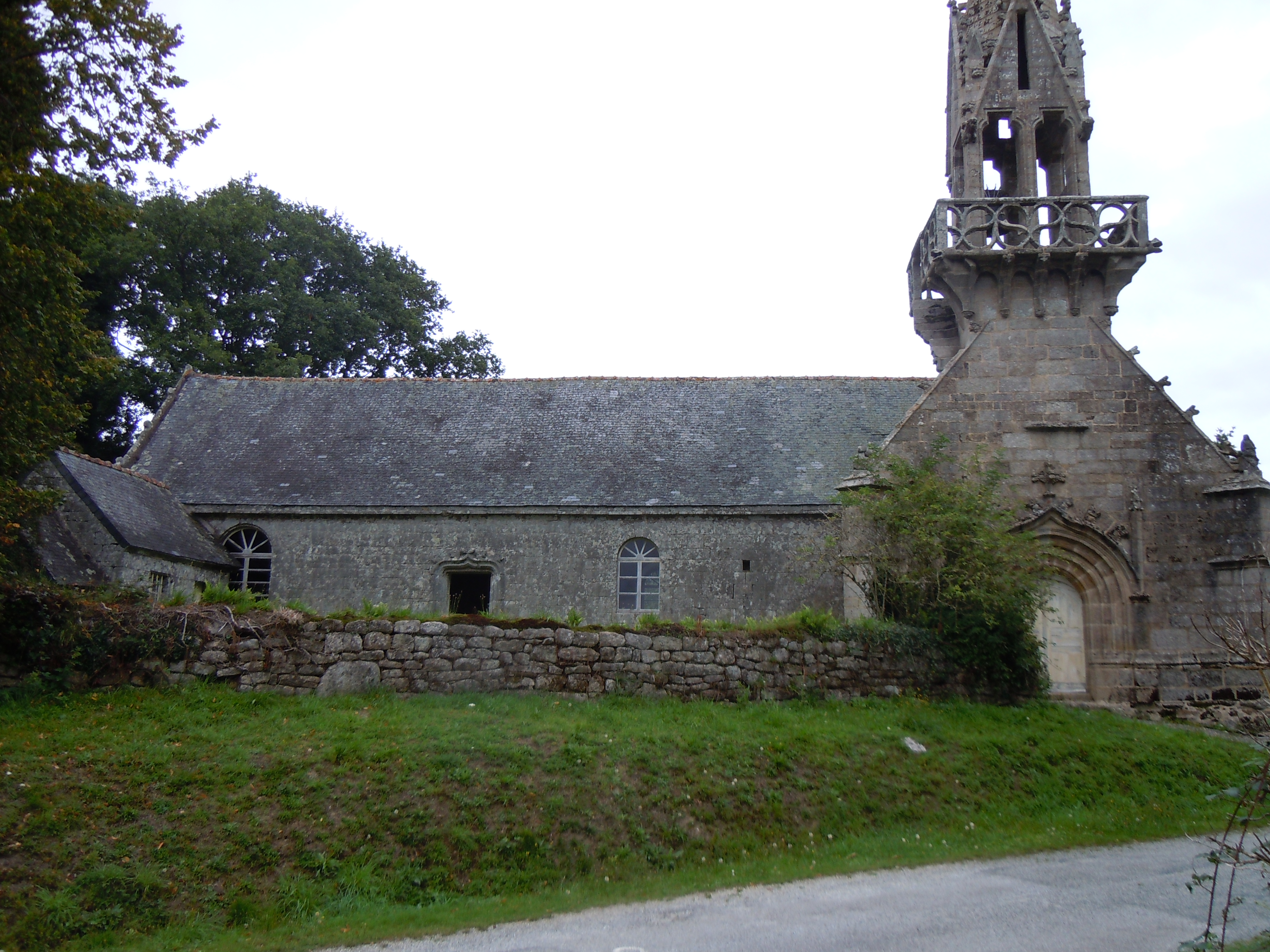
Pignon de la chapelle.
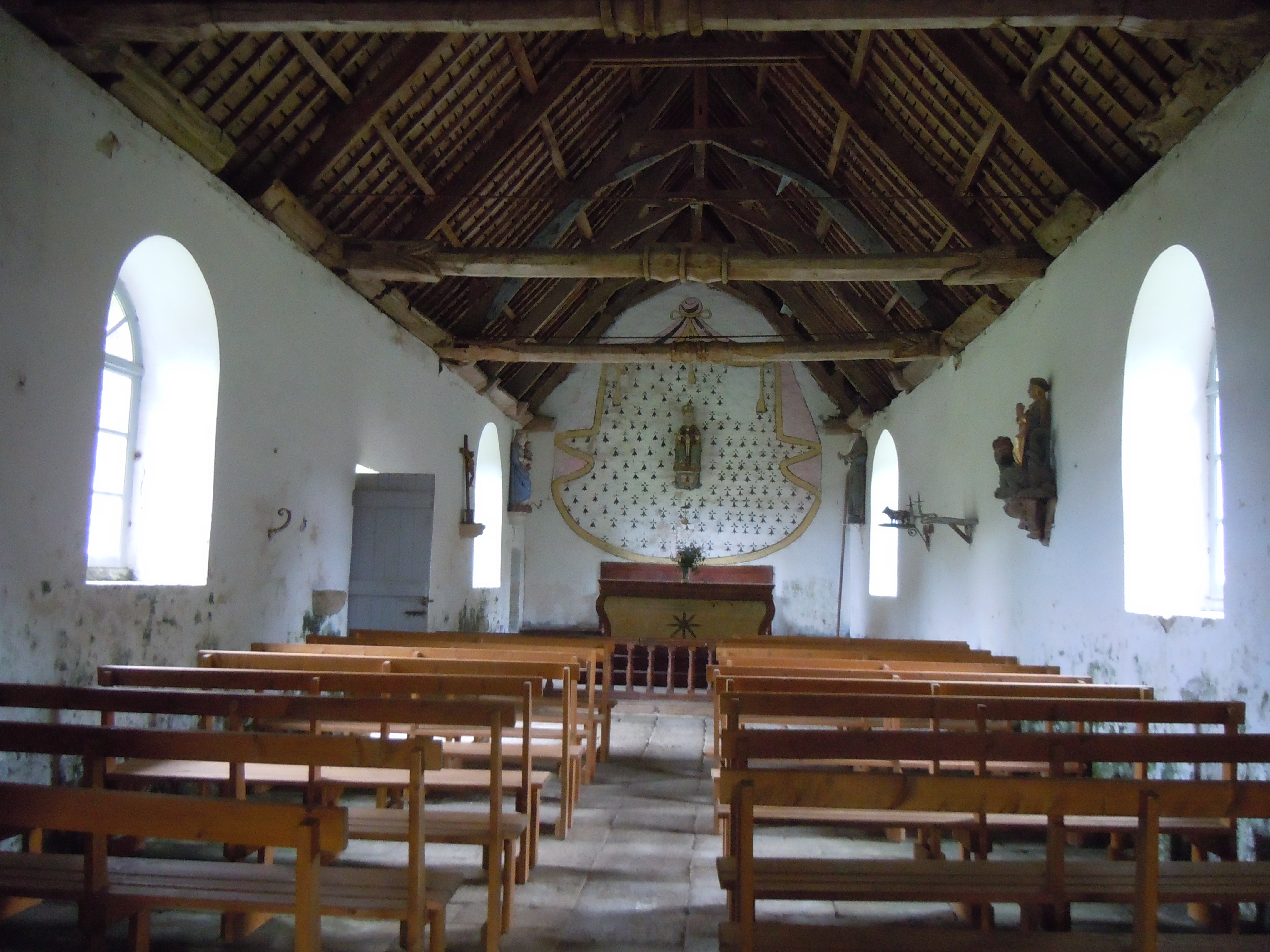
Intérieur de l'édifice.